# Шимелис Бекеле
Шимелис Бекеле Годо (амх. ሽመልስ በቀለ; 2 января 1990, Ауаса, Эфиопия) — эфиопский футболист, атакующий полузащитник клуба «Эль-Гуна» и сборной Эфиопии.

## Карьера

### Клубная карьера
Свою карьеру начал в клубе «Ауаса Сити».
В течение 2,5 лет выступал за клуб «Сент-Джордж». В составе клуба стал чемпионом Эфиопии в сезоне 2011/12.
В июле 2013 года перешёл в клуб чемпионата Ливии «Аль-Иттихад Триполи» за $170 тыс.
В 2014 году выступал за клуб «Аль-Меррейх» в чемпионате Судана. В составе клуба стал обладателем Кубка Судана.
В сентябре 2014 года перешёл в клуб чемпионата Египта «Петроджет», подписав трёхлетний контракт. За «Петроджет» дебютировал 1 октября 2014 года в матче против «Исмаили». 29 октября 2014 года в матче против «Эль-Мокавлуна» забил свой первый гол за «Петроджет». 15 июня 2016 года в матче против «Миср эль-Макасы» оформил хет-трик. 26 августа 2016 года подписал с «Петроджетом» новый двухлетний контракт.
13 января 2019 года перешёл в клуб «Миср эль-Макаса», подписав 4,5-летний контракт до июля 2023 года. Свой дебют за «Эль-Макасу», 15 января 2019 года в матче против «Эль-Мокавлуна», отметил дублем. 31 августа 2021 года покинул «Миср эль-Макасу» по взаимному согласию сторон.
3 сентября 2021 года присоединился к клубу «Эль-Гуна». Дебютировал за «Эль-Гуну» 26 октября 2021 года в матче стартового тура сезона 2021/22 против «Клеопатры».

### Международная карьера
За сборную Эфиопии дебютировал 18 августа 2010 года в товарищеском матче со сборной Кении. 29 ноября 2010 года в матче Кубка КЕСАФА против сборной Уганды забил свой первый гол за сборную Эфиопии.
Принимал участие в Кубках африканских наций 2013 и 2021.

## Достижения
Командные
 «Сент-Джордж»
- Чемпион Эфиопии: 2011/12

 «Аль-Меррейх»
- Обладатель Кубка Судана: 2014